# Lophoblatta brevis
Lophoblatta brevis är en kackerlacksart som beskrevs av Rehn, J. A. G. 1937. Lophoblatta brevis ingår i släktet Lophoblatta och familjen småkackerlackor. Inga underarter finns listade i Catalogue of Life.